# Fontenay-Saint-Père
Fontenay-Saint-Père – miejscowość i gmina we Francji, w regionie Île-de-France, w departamencie Yvelines.
Według danych na rok 1990 gminę zamieszkiwało 927 osób, a gęstość zaludnienia wynosiła 71 osób/km² (wśród 1287 gmin regionu Île-de-France Fontenay-Saint-Père plasuje się na 647. miejscu pod względem liczby ludności, natomiast pod względem powierzchni na miejscu 235.). Nazwa miejscowości pochodzi od imienia św. Piotra.